# Front Architects
Front architects – poznańska grupa projektowa, założona w 2003 roku przez architektów Pawła Kobryńskiego, Wojciecha Krawczuka i Marcina Saksona, którzy praktykę zawodową zdobywali w poznańskich biurach projektowych. Obszar ich działania obejmuje całą Polskę; siedziba mieści się w Poznaniu.
W 2008 grupa uznana została za jedną z najbardziej pożądanych pracowni młodego pokolenia na świecie - znalazła się na liście 50 najbardziej elektryzujących pracowni młodego pokolenia czasopisma Wallpaper*.
W 2007 w pracowni powstał projekt Single Hauz, dom-billboard, swoisty manifest, propozycja domu/schronienia dla człowieka Świata Zachodu. Zainspirowany przydrożnym totemem reklamowym, jest pomyślany jako obiekt mogący "wpasować" się w niemalże każde miejsce na ziemi. W październiku 2007 pracownia z projektem Single Hauz uczestniczyła w pierwszej edycji Międzynarodowego Festiwalu Designu "Lodz Design", pierwszego w Polsce festiwalu dizajnu, którego organizatorem jest Międzynarodowe Centrum Sztuki w Łodzi "Łódź Art Center".

## Ważniejsze realizacje "Front architects"
- Dom mieszkalny w Poznaniu przy ul. Buskiej
- Zespół domów mieszkalnych w Batorowie
- Dom mieszkalny w Poznaniu przy ul. Nad Różanym Potokiem - finalista konkursu Gazety Wyborczej PYRAmida 2007
- Budynek strażnicy pożarowej na lotnisku wojskowym Poznań-Krzesiny (współautor: J. Farat)
- Budynek spadochroniarni na lotnisku wojskowym Poznań-Krzesiny (współautor: J. Farat)
- Księgarnia "Bookarest", Poznań (współautor: E. Jankowska)

## Nagrody
- III nagroda w konkursie na koncepcję budynku biurowo-usługowego wraz z zagospodarowaniem terenu w sąsiedztwie drukarni "Concordia" w Poznaniu (2008)
- I nagroda w konkursie AKCJA-KREACJA - projekt muzeum dzielnicy Wilda "Bimba na Wildzie" (2008)
- III nagroda w konkursie na studium programowo-przestrzenne w Poznaniu przy ul. Zagórze (2008)
- wyróżnienie w konkursie na zagospodarowania historycznego centrum Żnina (2007)
- II nagroda w konkursie POLSKI CEMENT za najlepszą realizację architektoniczną z użyciem technologii żelbetowej - Centrum Wycieczkowe Kompanii Piwowarskiej w Poznaniu dla Pawła Kobryńskiego i Wojciecha Krawczuka; współpraca, nagroda uzyskana w Pracowni Architektonicznej P. Handschuha (2003)